# Manuel Hernández Hernández
Manuel Hernández Hernández (San Miguel Tixá, Estado de Oaxaca, México, 1909 - Ciudad de México, 1978) fue líder social de los pueblos de la Mixteca Alta en el Estado de Oaxaca, México; político y médico cirujano mexicano.

## Su carrera como médico
Fue médico y director de los Centros de Salud de Batopilas, Chihuahua; Torreón, Coahuila y Taxquillo, Hidalgo; maestro de las Escuelas Preparatorias n.º 2  y 5 de la Universidad Nacional Autónoma de México, médico de la Unidad de Cancerología del Hospital General de México y jefe de clínica en el mismo. Fungió como médico visitador en el Instituto Mexicano del Seguro Social, y como médico de la Gran Comisión de la Cámara de Diputados de México, y posteriormente del Jefe del entonces Departamento del Distrito Federal.

## Líder social
Fue secretario de la Sociedad  Pro – Hijos de San Miguel Tixá en México, mediador en el conflicto de límites entre su pueblo natal y San Felipe Ixtapa. Fundó y presidió por 26 años la Coalición de los Pueblos Mixtecos Oaxaqueños, organización que coordinó y colaboró en las gestiones para la construcción en toda la Mixteca de caminos vecinales, líneas telefónicas, redes de agua potable, reforestación y protección forestal contra talamontes; construcción de escuelas y envío de material educativo y personal docente a las mismas y en la fundación de los Centros Coordinadores Indigenistas de Tlaxiaco y Jamiltepec. A dicha Coalición perteneció la organización Vanguardia Progresista de San Juan Achiutla en el Distrito Federal fundada por Raúl Ruiz Bautista. Fue nombrado por el Ing. Norberto Aguirre Palancares entonces Secretario General de Gobierno del estado de Oaxaca, Promotor General de Actividades Económico – Sociales del Gobierno del Estado en las Mixtecas, nombramiento no remunerado. Recibió diplomas de reconocimiento y otras preseas del Comité Nacional de Comunicaciones Vecinales y de las poblaciones de Santa Catarina Tayata, Putla, Teotongo, Chalcatongo, Santiago Tejupan, San Miguel Tequixtepec, estado de Oaxaca, entre otras, por el apoyo en la gestión de obras de infraestructura en las que sobresalen los caminos vecinales de las Mixtecas.

## Político
Fue miembro de la Confederación Nacional Campesina del PRI y diputado federal por ese partido en las XLIV y XLVIII legislaturas, recorriendo a caballo durante sus campañas todos los pueblos mixtecos a los cuales representó. En 1952 fue vicepresidente de la Comisión Impulsora de las Mixtecas, que presidió el Lic. Alfonso Francisco Ramírez Baños, el Ing. Miguel García Cruz fue vocal ejecutivo y el Ing. Norberto Aguirre Palancares vocal. Dicha comisión fue creada por el Instituto Nacional Indigenista, dirigido entonces por Alfonso Caso. Promotor de la inscripción en letras de oro del apotegma de Benito Juárez en el recinto de la Cámara de Diputados. También se desempeñó como coordinador ordinario entre el Gobierno del Estado de Oaxaca y el Instituto Nacional Indigenista. 

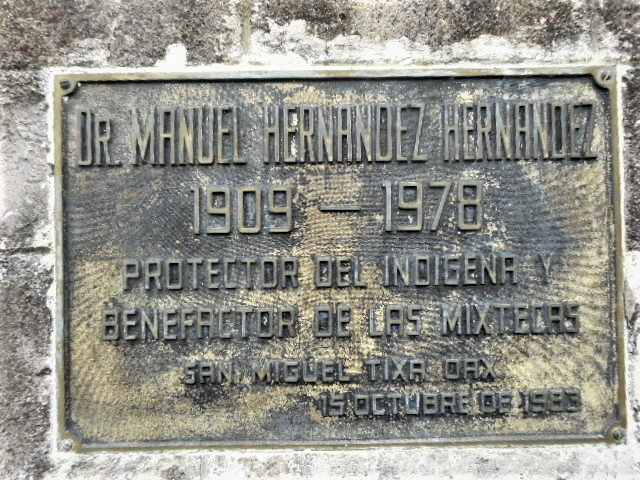
Placa al Dr. Manuel Hernández Hernández en San Miguel Tixa, Oaxaca, México.

## Sociedades a las que perteneció
Fue miembro de las sociedades Médica Dr. Eduardo Liceaga, Mexicana de Estudios Oncológicos, Mexicana de Geografía y Estadística; así como del Círculo de Estudios Mexicanos y de la Confederación Médica Nacional. 

## Escritos
Escribió artículos para los periódicos Oaxaca Gráfico y El Imparcial de Oaxaca, el libro Alfonso Caso me dijo…; y los anuarios de labores de  la Coalición de Pueblos Mixtecos Oaxaqueños, organización que propuso que en la ciudad arqueológica de Monte Albán se erigiera un monumento al Dr. Alfonso Caso, correspondiéndole el discurso inaugural de ese monumento ante el presidente de la República mexicana, el gobernador del Estado de Oaxaca, senadores y diputados, así como de la familia del insigne arqueólogo, de quien en dicho monumento yacen parte de sus cenizas.

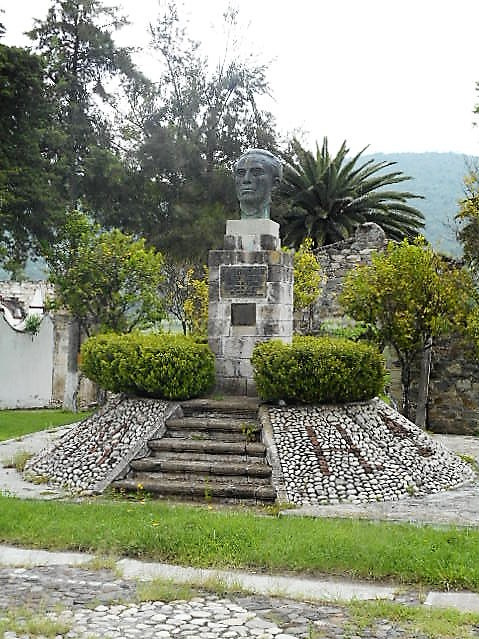
Monumento al Dr. Manuel Hernández Hernández en San Miguel Tixa, Oaxaca, México.